# Joaquim Rafael Branco

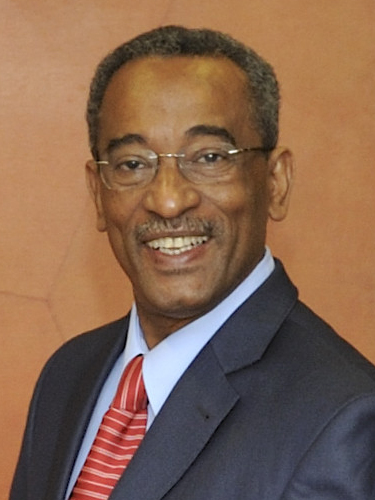
Joaquim Rafael Branco, 2009

Joaquim Rafael Branco (* 7. September 1953) ist ein Politiker in São Tomé und Príncipe (MLSTP/PSD, Movimento de Libertação de São Tomé e Príncipe – Partido Social Democrata).

## Karriere
Von 2000 bis 2001 war er Außenminister. Branco ist Vorsitzender seiner Partei und war zwischen dem 22. Juni 2008 und 2010 Premierminister.